# ثيودور نولدكه
ثيودور نولدكه (بالألمانية: Theodor Nöldeke) (1836 - 1930) يعد شيخ المستشرقين الألمان. ولد عام 1836 في هامبورغ، أتقن العربية، العبرية، والسريانية. درس في غوتنغن وفيينا وبرلين وليدن. حصل على الدكتوراه عام 1856م وهو في سن العشرين عن تاريخ القرآن. عين مدرساً للتاريخ الإسلامي في جامعة غوتينغن عام 1861. وأستاذ التوراة واللغات السامية في كييل عام 1864.

## مؤلفاته
- في عمله على تاريخ القرآن ألف كتابًا باسم تاريخ القرآن: في ثلاثة أجزاء.

وللكتاب قصةٌ طويلةٌ؛ يذكرها المؤلف في صدر الكتاب، فقد تقدم نولدكه بأصله للحصول على الدكتوراه عام 1860/1859م، وكان وقتها جزءاً صغيراً لا يزيد عدد صفحاته على الـ200 صفحة، ويحتلُّ قسماً معتبراً منه نقد كتابي غوستان فايل وشبرنغر عن القرآن والنبي. ثم عرضت عليه دار نشرٍ ألمانية إعادة طبعه عام 1898م، ولأنَّ نظره كان قد ضعُف؛ فقد كلَّف بذلك تلميذه فريدريش شفاللي، الذي أعاد صياغته مُراعياً في ذلك ما صدر من بحوثٍ جديدة حول القرآن، وصدر الجزء الأول من الكتاب مرةً ثانية عام 1909م. وتوفي شفاللي قبل أستاذه عام 1919 فصدر الجزء الثاني من الكتاب بتحرير تلميذٍ آخر من تلامذة نولدكه هو أوغست فيشر عام 1920م. وبإشارةٍ من نولدكه نفسه عمل المستشرق برغشترسّر على إصدار الجزء الثالث؛ لكنه توفّي عام 1934م (كان من عشاّق الجبال، وفيها لقي حتفه)؛ فسارع تلميذه أوتو برتزل لإكمال المخطوط وإصداره عام 1937م. وفي العام 2000م أعادت دار النشر الشرقية (أولمز) إصدار الأجزاء الثلاثة في مجلدٍ واحد.
قسّم نولدكه (وتلامذته من بعده) الكتاب بأجزائه الثلاثة إلى ثلاثة أقسام كبرى؛ القسم الأول عنوانه: في أصل القرآن، والقسم الثاني عنوانه: جمع القرآن، والقسم الثالث عنوانه: تاريخ نصّ القرآن.
قامت مؤسسة كونراد أديناور العاملة في «التنمية» في الشرق الأوسط، بإصدار ترجمةٍ عربية للكتاب، قام بهذه الترجمة الدكتور جورج تامر، وهو لبنانيٌّ يدرّس بجامعة أرلنغن بألمانيا. نشرت عدة مقالات عربية تنتقد المنهج المتبع في الكتاب، معتبرة إياه غير صالح لدراسة القرآن الكريم، آخرها ترجمة وقراءة نقدية للباحث د. رضا محمد الدقيقي حصل بها الباحث على درجة الدكتوراة من جامعة الأزهر.
وقدم عبد الله بن عمر البكري رئيس لجنة إحياء التراث الإسلامي والنشر العلمي عرضاً للكتاب أكد فيه انه لأهمية كتاب (تاريخ القرآن) فلا تكاد تجد باحثاً مختصاً في مجال الدراسات الإسلامية في الغرب لا يرجع إليه.
يذكر بأن الكتاب المترجم قد منع من التداول في عدة دول عربية منها الأردن ولبنان والسعودية وغيرها.
- تاريخ الشعوب السامية
- هل كان لمحمد معلمون نصارى؟
- تراجم المسلمين
- عاون شبرنجر في كتابه (سيرة محمد)
- من أهم كتبه أيضاً (ملحوظات نقدية حول الأسلوب والتركيب في القرآن) الذي ترجمه إلى الفرنسية في خمسينيات القرن العشرين وطبع بميزون نوف و لاروس في باريس عن النسخة الألمانية.

## تلامذته
- كارل بروكلمان

## وفاته
توفي في 25 ديسمبر 1930 عن عمر يناهز 94.